# Krap-familien
Krap-familien (Rubiaceae) er en artsrig familie med størst udbredelse i troperne og subtroperne. De fælles træk er: Firkantede stængler, kransstillede blade og regelmæssige, 4-5 tallige blomster.
| Slægter |

- Blåstjerne (Sherardia)
- Gardenia (Gardenia)
- Kaffe-slægten (Coffea)
- Knapbusk (Cephalanthus)
- Krap (Rubia)
- Mysike (Asperula)
- Rosenskovmærke-slægten (Phuopsis)
- Snerre (Galium)
- Kinatræ (Cinchona)